# 국화차
국화차(菊花茶)는 감국의 꽃을 우려 만든 전통차이다. 한국 외에도 동아시아에서 널리 마신다.

## 만들기
갓 딴 꽃을 끓여 마시도 하고, 꽃을 말렸다가 끓인 물에 우리기도 한다. 암술, 수술, 꽃받침은 제거하고 쓴다.
조선의 실학자 이규경(1788∼1856)이 쓴 백과사전인 《오주연문장전산고》에 따르면, 반쯤 핀 감국은 따서 푸른 꽃받침 껍질을 긁어내고 샘물에 넣어 끓인 다음 꿀을 타서 마시며, 활짝 핀 감국은 꽃받침을 제거하고 꿀을 발라 촉촉하게 하여 녹말가루에 굴린 다음 잠깐 끓는 물에 넣었다가 건져서 꿀물에 타고 잣을 띄워 마신다.
말린 꽃으로 국화차를 만들어 먹을 때는, 연한 소금물에 살짝 씻어 서늘한 그늘에서 바싹 말린 감국을 뜨거운 물에 우린다. 말린 국화꽃과 꿀을 버무려 보관했다가 3~4주 뒤에 차로 마시기도 하는데, 이때는 2~3큰술 정도를 차망에 걸러 우려서 꿀물만 마신다.

## 효능
신경통, 두통, 기침에 효과가 있다.

## 같이 보기
- 기국차
- 국화주
- 국화전